# Pantonyssus santossilvai
Pantonyssus santossilvai là một loài bọ cánh cứng trong họ Cerambycidae.